# The Penguin (TV-serie)
The Penguin är en amerikansk kriminal- och dramaserie hade premiär i Sverige den 20 september 2024 på Max. Serien som består av åtta avsnitt är baserad på DC Comics seriefigur Pingvinen, och är en spinoff på filmen The Batman från 2022. Seriens manus är skrivet av Lauren LeFranc.

## Handling
Serien kretsar kring Oswald Cobblepots förvandling från vanställd person utan signifikant betydelse till att bli en av Gothams mest kända gangster och en av Batmans ärkefiender.

## Rollista i urval
- Colin Farrell – Oswald Cobblepot / Pingvinen
- Cristin Milioti – Sofia Falcone
- Clancy Brown – Salvatore Maroni
- Michael Zegen – Alberto Falcone
- Rhenzy Feliz – Victor "Vic" Aguilar
- Michael Kelly – Johnny Viti
- Shohreh Aghdashloo – Nadia Maroni
- Deirdre O'Connell – Francis Cobb
- James Madio – Milos Grapa
- Scott Cohen – Luca Falcone
- Theo Rossi – Dr. Julian Rush
- Carmen Ejogo – Eve Karlo
- François Chau – Feng Zhao